# 리벨 윌슨
레블 윌슨(Rebel Wilson, 영어 발음: /ˈrɛbəl/, 1980년 3월 2일 ~ )은 오스트레일리아의 배우, 코미디언, 작가, 가수, 프로듀서이다.

## 출연 작품

### 영화
- 《피치 퍼펙트》 - 팻 에이미 역
- 《스트럭 바이 라이트닝》 - 말리에 백스 역
- 《마지막 파티》 - 다프네 역
- 《임신한 당신이 알아야 할 모든 것》 - 제니스 역
- 《배철러레트》 - 배키 역
- 《스몰 아파트》 - 록키 역
- 《페인 앤 게인》 - 라모나 엘드리지 역
- 《박물관이 살아있다: 비밀의 무덤》 - 경비원 틸리 역
- 《피치 퍼펙트: 언프리티 걸즈》 - 팻 에이미 역
- 《쿵푸 팬더 3》 - 마스터 닭 역 (애내메이션)
- 《더 소셜 라이프》
- 《하우 투 비 싱글》
- 《그림스비: 용감한 형제》
- 《앱솔루틀리 패벌러스: 더 무비》
- 《피치 퍼펙트 3》 - 팻 에이미 역
- 《내스티 우먼》
- 《캣츠》 - 제니애니닷 역
- 《조조 래빗》 - 람 역
- 《어쩌다 로맨스》
- 《더 허슬》 - 페니 러스트 역 (제작, 주연)
- 《시니어 이어》 - 스테파니 역

### 텔레비전
- 《수퍼 펀 나이트》 (ABC) - 키미 부비어 역